# Turdus nigriceps
El zorzal plomizo o zorzal de cabeza negra (Turdus nigriceps) es una especie de ave paseriforme de la familia Turdidae que vive en Sudamérica.

## Distribución y hábitat
Se encuentra en el Argentina, Bolivia, Brasil, Ecuador, Paraguay y Perú. Existe una variedad que ocupa el noreste de Argentina, Paraguay y Brasil que algunos taxónomos consideran subespecie del zorzal plomizo y otros una especie separada como Turdus subalaris.
Sus hábitats naturales son los bosques templados y las selvas húmedas.